# BREXA Next
株式会社BREXA Next（英: BREXA Next Inc.）は、日本の人材派遣業者である。東京都千代田区丸の内に本社を置き、静岡県静岡市葵区に静岡本部を置く。

## 沿革
アウトソーシング設立以前
- 1987年
  - 5月 - 株式会社中部綜合設立。
- 1988年
  - 4月 - 株式会社ワーク・システムに商号変更。
- 1989年
  - 11月 - 株式会社リアルタイムを分社・設立。
- 1992年
  - 11月 - 株式会社ワークシステム・エンジニアを分社・設立。
- 1993年
  - 1月 - 株式会社リアルタイム関東を分社・設立。
  - 2月 - 株式会社リアルタイム静岡を分社・設立。
- 1995年
  - 10月 - 株式会社リアルタイム北陸を分社・設立。

アウトソーシング設立以降
- 1997年
  - 1月 - ワーク・システム、リアルタイム、ワークシステム・エンジニア、リアルタイム関東、リアルタイム静岡、リアルタイム北陸の事業を統合し、株式会社アウトソーシングを静岡県静岡市駿河区稲川に設立。
- 2000年
  - 12月 - 株式会社アクセント（2005年1月吸収合併）を子会社化。
- 2001年
  - 5月 - 静岡県静岡市駿河区南町に本社を移転。
- 2004年
  - 12月15日 - ジャスダックに上場（2012年6月2日上場廃止）。
- 2008年
  - 10月 - 株式会社GIMを子会社化[5]。
- 2008年
  - 11月 - 同業で大阪市に本社をおくフリーワークと2009年3月1日付で合併することを発表。存続会社はアウトソーシングだが、本社は大阪府大阪市北区茶屋町に移転。
  - 日本平スタジアムのネーミングライツの契約交渉者に決まったことを発表。
- 2010年
  - 3月 - 静岡県静岡市駿河区南町に本社を戻す。
  - 7月 - 子会社のアネブルが、ヤストモと（旧）アウトソーシングセントラルを吸収合併し、アウトソーシングセントラルに改称（2012年5月に再びアブネルに改称）。
  - 静岡県静岡市葵区に本社を移転。
- 2011年
  - 8月 - 公式Facebookページ-エンジニアのWA-を開設[6]。
- 2012年
  - 2月 - 株式会社GIMの商号を株式会社アウトソーシング・システム・コンサルティングに変更[5]。
  - 3月12日 - 東京証券取引所2部上場。
  - 7月 - 本社を東京都千代田区丸の内（丸の内トラストタワー本館19F）移転。
- 2013年
  - 3月12日 - 東京証券取引所1部に指定替え。
- 2024年
  - 4月3日 - マネジメント・バイアウトの一環としてベインキャピタル傘下の株式会社BCJ-78が株式公開買付けにより議決権所有割合ベースで85.72%の株式を取得[7]。
  - 6月6日 - 東京証券取引所プライム市場上場廃止[2]。

BREXA Nextに社名変更
- 2025年
  - 7月1日 - 社名を株式会社BREXA Nextに変更[8]。また、親会社である株式会社BCJ-78が株式会社BREXA Holdingsに、子会社である株式会社アウトソーシングテクノロジー・株式会社ORJが、それぞれ株式会社BREXA Technology・株式会社BREXA CrossBorderに社名変更。

## 主な国内連結子会社
- 株式会社アネブル
- 株式会社BREXA Technology
- 株式会社アウトソーシングトータルサポート
- 株式会社アールピーエム
- アドバンテック株式会社
- 株式会社シンクスバンク
- 株式会社アバンセコーポレーション
- 株式会社サンキョウ・ロジ・アソシエート
- 株式会社BREXA CrossBorder
- 共同エンジニアリング株式会社
- 株式会社OSBS